# Sói đảo Vancouver
Sói đảo Vancouver (Danh pháp khoa học: Canis lupus crassodon) là một phân loài của sói xám. Chúng là loài bản địa của đảo Vancouver, thuộc vùng Tây Bắc Thái Bình Dương ở Bắc Mỹ. Sói đảo Vancouver là một loài có tính xã hội cao, sinh sống theo bầy đàn với mỗi đàn từ 5 đến 35 cá thể. Chúng thuộc diện loài nguy cấp, nhút nhát và hay lẩn tránh con người
Một số con sói trong khu bảo tồn thỉnh thoảng hay tấn công và giết chó nhà Hiện nay trong môi trường nuôi nhốt có hai con sói đảo Vancouver tại Vườn thú Vancouver Nhà làm phim người Anh là ông Bertie Gregory tình cờ trông thấy sói đảo và nhanh chóng thực hiện loạt phim "cuộc sống hoang dã với Bertie Gregory". Sói đảo Vancouver biết bơi, ăn hải sản.

## Phân loại
Tính đến năm 2005, nó được coi là một phân loài có giá trị bởi MSW3. Nó được coi là đồng nghĩa với  C. l. occidentalis. Nghiên cứu sử dụng DNA ty thể đã phát hiện ra rằng những con sói của vùng ven biển phía đông nam Alaska là khác biệt về mặt di truyền so với chó sói xám nội địa.
Nghiên cứu đó cho thấy là có một mối quan hệ phát sinh loài với quần thể sói đã tuyệt chủng từ phía nam (Oklahoma), chỉ ra rằng những con sói ở đảo Vancouver là phần cuối cùng còn lại của một quần thể sói lớn mà hầu như đã bị tuyệt chủng trong thế kỷ trước. 

## Tập tính
Sói đảo Vancouver có kích thước trung bình, cao khoảng 66–81 cm, dài 121–152 cm (đo từ mũi đến cuối đuôi), và nặng khoảng 60 kg. Lông nó có thể có màu xám, nâu và đen trộn, nhưng thỉnh thoảng có những con sói Vancouver trắng hoàn toàn.

## Tập tính ăn
90% thức ăn của sói Vancouver là hải sản. Cá hồi là món ăn thường xuyên nhất, ngoài ra chúng ăn trai, hàu, trứng cá trích, hải cẩu và rái cá.